# ستالهوفن
ستالهوفن (بالألمانية: Stallhofen) هي بلدية في منطقة فويتسبرج بولاية شتايرمارك، النمسا.